# 膠東機場駅
膠東機場駅（こうとうきじょう-えき）は、中華人民共和国山東省青島市膠州市に位置する青島地下鉄8号線の駅。青島膠東国際空港のターミナルに併設。

## 概要
- 2020年12月24日 - 青島地下鉄8号線の一期区間が当駅を除き、開業している。
- 青島膠東国際空港の開港が遅れているため、当駅の開業も当面見送られていたが、2021年7月20日に当駅が先に開業し、同年8月12日に青島膠東国際空港も開業となった。

## 駅周辺
- 青島膠東国際空港
- CR青島機場駅(青島北方面と淄博北・済南東方面)
  - 当駅と同様、青島膠東国際空港に併設。2021年8月9日開業。